# Atletica leggera ai Giochi della XXVI Olimpiade - Marcia 20 km

Video della gara

La prova di marcia 20 km ha fatto parte del programma di atletica leggera maschile ai Giochi della XXVI Olimpiade. La competizione si è svolta il 26 luglio 1996 nella città di Atlanta, con arrivo nello Stadio olimpico.

## Presenze ed assenze dei campioni in carica
| Competizione         | Atleta          | Prestazione | Atlanta 1996 |
| -------------------- | --------------- | ----------- | ------------ |
| Olimpiadi 1992       | Daniel Plaza    | 1h21'45"    | Presente     |
| Europei 1994         | M. Shchennikov  | 1h18'45"    | Presente     |
| Asiatici 1994        | Chen Shaoguo    | 1h21'15”    | Assente      |
| Panamericani 1995    | Jefferson Pérez | 1h22'53"    | Presente     |
| Coppa del mondo 1995 | Li Zewen        | 1h19'44"    | Presente     |
| Africani 1995        | Chris Britz     | 1h28'06"    | Assente      |
| Mondiali 1995        | Michele Didoni  | 1h19'59"    | Presente     |
|                      |                 |             |              |
| Mondiali junior 1992 | Jefferson Pérez | 40'42"66    | Presente     |

1. ↑  Sulla distanza dei 10 km.

## Ordine d'arrivo
| Pos.    | Atleta                 | Nazione       | Tempo       |
| ------- | ---------------------- | ------------- | ----------- |
| Oro     | Jefferson Pérez        | Ecuador       | 1 h 20' 07" |
| Argento | Il'ja Markov           | Russia        | 1 h 20' 16" |
| Bronzo  | Bernardo Segura        | Messico       | 1 h 20' 23" |
| 4       | Nick A'Hern            | Australia     | 1 h 20' 31" |
| 5       | Rischat Shafikov       | Russia        | 1 h 20' 41" |
| 6       | Aigars Fadejevs        | Lettonia      | 1 h 20' 47" |
| 7       | Michail Shchennikov    | Russia        | 1 h 21' 09" |
| 8       | Robert Korzeniowski    | Polonia       | 1 h 21' 13" |
| 9       | Yevgeniy Misyulya      | Bielorussia   | 1 h 21' 16" |
| 10      | Thierry Toutain        | Francia       | 1 h 21' 56" |
| 11      | Daniel Plaza           | Spagna        | 1 h 22' 05" |
| 12      | Mikhail Khmelnitskiy   | Bielorussia   | 1 h 22' 17" |
| 13      | Sándor Urbanik         | Ungheria      | 1 h 22' 18" |
| 14      | Denis Langlois         | Francia       | 1 h 23' 08" |
| 15      | Nischan Daimer         | Germania      | 1 h 23' 23" |
| 16      | Giovanni Perricelli    | Italia        | 1 h 23' 41" |
| 17      | Robert Ihly            | Germania      | 1 h 23' 47" |
| 18      | Valeriy Borisov        | Kazakistan    | 1 h 23' 52" |
| 19      | Daniel García          | Messico       | 1 h 24' 10" |
| 20      | Valentí Massana        | Spagna        | 1 h 24' 14" |
| 21      | Yu Guohui              | Cina          | 1 h 24' 30" |
| 22      | Daisuke Ikeshima       | Giappone      | 1 h 24' 54" |
| 23      | David Kimutai          | Kenya         | 1 h 25' 01" |
| 24      | Andreas Erm            | Germania      | 1 h 25' 08" |
| 25      | Jiří Malysa            | Rep. Ceca     | 1 h 25' 13" |
| 26      | Sérgio Galdino         | Brasile       | 1 h 25' 14" |
| 27      | Giovanni De Benedictis | Italia        | 1 h 25' 22" |
| 28      | Li Zewen               | Cina          | 1 h 25' 28" |
| 29      | Claus Jørgensen        | Danimarca     | 1 h 25' 28" |
| 30      | Jan Staaf              | Svezia        | 1 h 25' 30" |
| 31      | José Urbano            | Portogallo    | 1 h 25' 32" |
| 32      | Scott Nelson           | Nuova Zelanda | 1 h 25' 50" |
| 33      | Hatem Ghoula           | Tunisia       | 1 h 25' 52" |
| 34      | Michele Didoni         | Italia        | 1 h 26' 02" |
| 35      | Jean-Olivier Brosseau  | Francia       | 1 h 26' 29" |
| 36      | Martin St. Pierre      | Canada        | 1 h 26' 37" |
| 37      | Mohieddine Beni Daoud  | Tunisia       | 1 h 27' 15" |
| 38      | Róbert Valíček         | Slovacchia    | 1 h 27' 27" |
| 39      | Fernando Vázquez       | Spagna        | 1 h 27' 25" |
| 40      | Justus Kavulanya       | Kenya         | 1 h 27' 49" |
| 41      | Fedosei Ciumacenco     | Moldavia      | 1 h 27' 57" |
| 42      | Arturo Huerta          | Canada        | 1 h 28' 23" |
| 43      | Luis Fernando García   | Guatemala     | 1 h 28' 28" |
| 44      | Valdas Kazlauskas      | Lituania      | 1 h 28' 33" |
| 45      | Costică Bălan          | Romania       | 1 h 28' 36" |
| 46      | Pavol Blažek           | Slovacchia    | 1 h 29' 41" |
| 47      | Dion Russell           | Australia     | 1 h 30' 04" |
| 48      | Tomáš Kratochvíl       | Rep. Ceca     | 1 h 30' 11" |
| 49      | Claudio Bertolino      | Brasile       | 1 h 31' 04" |
| 50      | Curt Clausen           | Stati Uniti   | 1 h 31' 30" |
| 51      | Jimmy McDonald         | Irlanda       | 1 h 32' 11" |
| 52      | Hubert Sonnek          | Rep. Ceca     | 1 h 32' 42" |
| 53      | Myint Htay             | Birmania      | 1 h 42' 28" |
| —       | Héctor Moreno          | Colombia      | Rit.        |
| —       | Igor Kollár            | Slovacchia    | Squal.      |
| —       | Li Mingcai             | Cina          | Squal.      |
| —       | Julio René Martínez    | Guatemala     | Squal.      |
| —       | Roberto Oscal          | Guatemala     | Squal.      |
| —       | Miguel Rodríguez       | Messico       | Squal.      |
| —       | Julius Sawe            | Kenya         | Squal.      |
| —       | Moussa Aouanouk        | Algeria       | NP          |